# Министерство окружающей среды и водных ресурсов Сингапура
Министерство окружающей среды и водных ресурсов Сингапура несёт ответственность за обеспечение качества окружающей среды и за высокий уровень здоровья населения, защиту от распространения инфекционных заболеваний. Оно было создано в 1972 году, и сегодня, вместе с его двумя уставными советами, именуемыми, соответственно, Национальное агентство по окружающей среде и Общественный совет ЖКХ, область Министерства ответственности увеличилась и включают в себя обеспечение чистой и окружающей среды, гигиеническим жизни, а также управление полным циклом воды - от поиска, сбора, очистки и поставки питьевой воды, обработки использованной воды и утилизации; до опреснения, а также дренажа ливневых вод.